# Atenuant
En Dret Penal, els atenuants són les circumstàncies modificatives de la responsabilitat criminal que moderen la pena assenyalada per un delicte.
Les circumstàncies que modifiquen la responsabilitat que es contreu en cometre un delicte, contribueixen a mesurar de forma adequada la pena que extingirà aquesta responsabilitat. L'existència d'una infracció penal depèn de la presència de totes les característiques que componen el tipus penal, però el pressupost generador de la pena no s'esgota en les característiques que fonamenten la responsabilitat criminal, ja que en el fet delictiu o al seu voltant, poden aparèixer altres factors que delimitin la gravetat de la pena, i els atenuants són uns d'aquests factors modificatius.
Els ordenaments jurídics freqüentment concedeixen arbitri judicial per a l'apreciació de les circumstàncies atenuants.

## Atenuants en el Dret Penal espanyol
El Codi Penal d'Espanya regula aquestes circumstàncies en el seu article 21, en considerar atenuants les següents:
causes eximents incompletes
- greu addicció a drogues o altres substàncies previstes en la llei
- arrabassament, obcecació o estat passional semblant
- confessió o penediment
- reparació del dany causat
- circumstàncies anàlogues.

Existeixen atenuants comuns a tots els fets delictius o particulars en algun d'ells. El parentiu, pot tenir efectes atenuants segons la naturalesa, els motius i els efectes del delicte que es tracti. El catàleg d'atenuants ha vingut reduint-se en el Dret espanyol. La reforma penal de 1983 reconeixia deu atenuants, mentre que el codi de 1995 els va reduir, en fer desaparèixer els atenuants de minoria relativa d'edat, embriaguesa i preterintencionalitat; mentre que va introduir l'atenuant d'addicció a drogues i va desdoblegar el tradicional atenuant de penediment espontani per la confessió i reparació del dany causat.
El codi espanyol regula també l'eficàcia dels atenuants en la determinació de la pena:
- L'estimació d'un eximent incomplet implica la imposició de la pena inferior en un o dos graus a l'assenyalada per la llei per al delicte estimat, mentre que la concurrència d'un sol atenuant sense agreujants implica l'aplicació de la pena en la meitat inferior de la prevista per al delicte.
- L'apreciació de dos o més atenuants, o un o diversos molt qualificats, sense l'existència agreujants, determina la imposició de la pena inferior en un o dos graus a l'establerta per la llei.
- L'estimació d'un o més atenuants amb alguna o vàries agreujants suposa la compensació racional de les circumstàncies, podent-se en principi recórrer tot el marc penal associat a la conducta delictiva, encara que si els atenuants tenen un pes qualificat s'imposa la pena inferior en grau i si el valor d'especial intensitat correspon a les agreujants, la pena s'aplica en la seva meitat superior.